# مارتن بار
مارتن بار (23 مايو 1952) مصور بريطاني يعمل بالصحافة المصورة، وجامع للصور الفوتوغرافية. يشتهر بمشاريعه الفوتوغرافية التي تتناول نظرة حميمة إلى جوانب الحياة الحديثة، يشوبها هجاء من منظور أنثروبولوجي، وخاصة توثيق فئات المجتمع في إنجلترا، وبشكل أوسع ثروة العالم الغربي. تشمل مشاريعه الرئيسية المجتمعات الريفية (1975-1982)، الملاذ الأخير (1983-1985)، وتكلفة المعيشة (1987-1989)، والعالم الصغير (1987-1994)، والحس السليم (1995-1999). كان بار عضوًا في ماغنوم فوتوز منذ عام 1994. نُشر له نحو 40 كتابًا فوتوغرافيًا فرديًا، وشارك في نحو 80 معرضًا في جميع أنحاء العالم، كمعرض بار وورلد الدولي المتجول، والمعرض التاريخي في مركز باربيكان للفنون في لندن عام 2002. تأسست مؤسسة مارتن بار عام 2014، وسُجلت بصفتها جمعية خيرية عام 2015، وافتتح مبناها في مسقط رأسه بريستول عام 2017. تضم الجمعية معرضًا، وأرشيفه الخاص، ومجموعته من الصور الفوتوغرافية البريطانية والأيرلندية التي التقطها مصورون آخرون.

## الحياة والمسيرة المهنية

### الحياة الشخصية
وُلد بار في إبسوم بمقاطعة سوري، ورغب في أن يصبح مصورًا وثائقيًا منذ سن الرابعة عشر. يُعزي إلهامه الأول في هذا المجال لجده جورج بار، الذي كان مصورًا هاويًا وزميلًا في المجتمع الملكي للتصوير الفوتوغرافي. تزوج بار من سوزان ميتشل ولديهما طفلة واحدة تُدعى إيلين بار (وُلدت عام 1986). شُخص بالسرطان في مايو 2021.

### المصور
قال بار عن تصويره:
«الشيء الأساسي الذي أستكشفه باستمرار هو الفرق بين أسطورة المكان وواقعه. تذكر أني أصنع صورًا جادة تتنكر في ثياب الترفيه. هذا جزء من منهجي. أجعل الصور مقبولة لتصل إلى الجمهور، ولكن في العمق تحدث الكثير من الأشياء التي لا تكتب بوضوح على الصورة. إذا كنت تريد قراءتها، فإنها أمامك».
تميز الأسلوب الجمالي لبار بالتقريب الشديد باستخدام عدسة الماكرو، والألوان المشبعة، التي تظهر بسبب نوع الفيلم أواستخدام الفلاش الحلقي أو كليهما معًا. يتيح ذلك له وضع موضوعاته «تحت المجهر» في بيئتهم الخاصة، ما يمنحهم المساحة لكشف حياتهم وقيمهم بطرق تتضمن في كثير من الأحيان الفكاهة غير المقصودة. يقال إن تقنيته، كما يظهر في كتابه علامات العصر: صورة لأذواق الأمة (1992)، تترك المشاهدين مع ردود فعل عاطفية غامضة، غير متأكدين مما إذا كانوا يريدون الضحك أو البكاء.

#### الفنون التطبيقية بمانشستر، 1970-1973
درس بار التصوير الفوتوغرافي بكلية الفنون التطبيقية بجامعة مانشستر منذ عام 1970 إلى عام 1972 مع زملائه دانيال ميدوز وبراين غريفين. تعاون بار وميدوز على مشاريع مختلفة، كالعمل في بتلنز كمصورين تجواليين. كانوا جزءًا من موجة جديدة من المصورين الوثائقيين، «تجمع بريطاني فوضوي، وعلى الرغم من أنهم لم يعطوا أنفسهم اسمًا، فقد عُرفوا بأسماء مختلفة مثل «المصورين البريطانيين الشباب» و«المصورين المستقلين» و«التصوير الفوتوغرافي البريطاني الجديد»».

#### المجتمعات الريفية، غرب يوركشاير، ومانشستر الكبرى، وأيرلندا، 1975-1982
انتقل بار إلى هيبدن بريدج في غرب يوركشاير حيث أكمل أول عمل ناضج له في عام 1975. اشترك في ورشة عمل ألبرت ستريت، وهي مركز للنشاط الفني يتضمن غرفة مظلمة ومساحة للعرض. قضى بار خمس سنوات في تصوير الحياة الريفية بالمنطقة، مركزًا على الكنائس الميثودية (والمعمدانية أحيانًا) غير المتوافقة مع المذهب الرئيسي، وهي نقطة محورية للمجتمعات الزراعية المعزولة التي هُجرت في أوائل السبعينيات. التقط صورًا بالأبيض والأسود لطبيعتها النوستالجية ولأنها مناسبة لنظرته المحتفية بالأحداث السابقة. كما كان على المصورين في ذلك الوقت العمل بالأبيض والأسود ليأخذهم الناس على محمل الجد، إذ ارتبطت الألوان بالتصوير التجاري واللقطات السريعة. عُرضت سلسلته اللاممتثلون على نطاق واسع في ذلك الوقت ونُشر ككتاب في عام 2013. قال الناقد شون أوهاغان في صحيفة ذا غارديان: «من السهل إغفال كيف كان بار مصور أبيض وأسود دقيق الملاحظة». تزوج بار من سوزان ميتشل عام 1980، وانتقلا إلى الساحل الغربي لأيرلندا. أنشأ غرفة مظلمة في بويل بمقاطعة روسكو حيث نشر أول إصداراته، وهو كتاب طقس سيئ الذي نُشر عام 1982 بدعم من مجلس الفنون، وكتاب صور كالدردايل الذي نُشر عام 1984، وكتاب يوم المعرض: صور من الساحل الغربي لأيرلندا الذي نُشر أيضًا عام 1984، وتضمن صورًا من شمال إنجلترا وأيرلندا بشكل عام، وكلها بالأبيض والأسود. استخدم بار في التصوير كاميرا لايكا إم 3 مع عدسة 35 ملم، ولكن في كتاب طقس سيئ اضطر بسرعة إلى التحول إلى كاميرا تحت الماء مع فلاش.

#### فئة العمال، الملاذ الأخير، 1982-1985
انتقل بار وزوجته إلى ووليزي في إنجلترا في عام 1982، وانتقل نهائيًا إلى التصوير بالألوان، إذ ألهمته أعمال مصوري الألوان الأمريكيين، كجويل مايرويتز، وويليام إغلستونـ وستيفن شور، وكذلك البريطانيين بيتر فرازير وبيتر ميتشل. كتب بار: «رأيت بطاقات جون هايند البريدية، عندما كنت أعمل في بتلنز في أوائل السبعينيات، وكان للونها الزاهي المشبع تأثير كبير عليّ». التقط صورًا للطبقة العاملة على الشاطئ في نيو برايتون خلال صيف عام 1983 و1984 و1985. نُشرت الصور في كتاب الملاذ الأخير: صور نيو برايتون عام 1986 وعُرض في ليفربول ولندن.

على الرغم من أن جون بولمر كان رائدًا في تصوير الوثائق البريطانية بالألوان منذ عام 1965، فقد قال جيري بادجر عن الملاذ الأخير:
«من الصعب، من منظور ربع قرن تقريبًا، تقدير أهمية الملاذ الأخير، إما في التصوير البريطاني أو في مسيرة مارتن بار. بالنسبة لكليهما، فإنه يمثل تغييرًا كبيرًا في الوضع الأساسي للتعبير الفوتوغرافي، من الأحادي إلى الألوان، تغييرًا تقنيًا أساسيًا يرمز إلى تطور لهجة جديدة في التصوير الوثائقي.»
كتبت كارين رايت في صحيفة ذا إندبندنت: «تعرض بار لانتقادات من بعض النقاد بسبب تركيزه على الطبقة العاملة، ولكن عند النظر إلى هذه الأعمال، نرى فقط عين بار الثابتة التي تلتقط حقيقة فئة اجتماعية تتقبل أشكال الترفيه المتاحة لها».